# WWE Clash of Champions
WWE Clash of Champions – cykl corocznych gal profesjonalnego wrestlingu produkowanych przez federację WWE i nadawanych na żywo w systemie pay-per-view oraz na WWE Network. Cykl został wprowadzony w 2016 zastępując Night of Champions. Motywem gali są przeprowadzane walki o wszystkie aktywne tytuły brandu organizującego wydarzenie. Pierwsza edycja gali była ekskluzywna dla zawodników brandu Raw, jednak przyszłoroczną galę poświęcono członkom brandu SmackDown. W 2018 zniesiono podział gal pay-per-view dla konkretnych brandów.

## Lista gal
|  | Gala brandu Raw |  | Gala brandu SmackDown |

| Gala                                       | Lokalizacja                  | Arena                   | Walka wieczoru                                                                 |
| ------------------------------------------ | ---------------------------- | ----------------------- | ------------------------------------------------------------------------------ |
| Clash of Champions (2016) 25 września 2016 | Indianapolis, Indiana        | Bankers Life Fieldhouse | Kevin Owens (c) vs. Seth Rollins Singles match o WWE Universal Championship    |
| Clash of Champions (2017) 17 grudnia 2017  | Boston, Massachusetts        | TD Garden               | AJ Styles (c) vs. Jinder Mahal Singles match o WWE Championship                |
| Clash of Champions (2019) 15 września 2019 | Charlotte, Karolina Północna | Spectrum Center         | Seth Rollins (c) vs. Braun Strowman Singles match o WWE Universal Championship |
| Clash of Champions (2020) 27 września 2020 | Orlando, Floryda             | Amway Center            | Roman Reigns (c) vs. Jey Uso Singles match o WWE Universal Championship        |